# Europastraße 127
Die Europastraße 127 (E 127) führt von Omsk in Russland in südöstlicher Richtung zur kasachischen Grenze und auf kasachischem Gebiet weiter über Pawlodar, Semei (bis 2007 Semipalatinsk) und Saissan zur Grenze mit der Volksrepublik China bei Maikaptschigai.
Seit Vergabe der Nummer in der sowjetischen Periode trug die Fernstraße bis 2010 auf der gesamten Länge auch die Bezeichnung M38. Der russische Abschnitt erhielt 2010 die Nummer A320.